# 왕안덕
왕안덕(王安德, 생년 미상 ~ 공양왕 4년(1392년) 4월 2일)은 고려 말기의 무신이다. 시호는 정양(貞襄)이다.

## 생애
공민왕 10년(1361년) 홍건적의 난을 진압하는 데에 안우 휘하에서 참전하여 세운 공으로 공민왕 12년(1363년) 2등 공신으로 책봉되었다.
공민왕 14년(1365년) 신돈의 참소로 유배되고 출가하여 산사로 들어갔던 찬성 이구수, 첨의평리 김귀, 판밀직 박춘을 배인길과 함께 바다에 빠뜨려 죽였으며, 이후 신돈이 실각하여 수원부로 유배되었을 때 이성림과 함께 신돈의 호송을 맡았다.
공민왕이 시해된 뒤 영녕군 왕유와 함께 이인임의 편에 서서 우왕을 옹립하는 데에 공을 세웠으며, 우왕 2년(1376년) 안주부원수(安州副元帥)로써 심왕(瀋王)이 훙서하였음을 보고하였고, 공민왕 시해 사건에 연루되어 유배된 자들의 친족들에 대해 처형하지 말 것을 진언하였다. 우왕 3년(1377년) 2월 양광도도원수가 되었다.
5월에 왜적이 여미현(餘美縣)을 공격하자 이를 치러 나서서 산을 타고 면주 방면으로 달아나는 왜구를 추격해 왜구 한 명을 죽였으나, 왜구는 이어 가야사를 침입하였고 우왕은 체복사(體覆使) 최인철(崔仁哲)을 보내어 왜구를 잡지 못한 것을 책망하였다. 왜적은 강화도에서부터 양광도에 이르는 바닷가 고을들을 차례로 약탈하면서 경양(慶陽)을 치고 안성군(安城郡)에 이르렀으며, 그 사이 고려군의 전함을 빼앗아 22척에서 50척으로 선단의 규모가 늘어난 것은 물론, 빼앗은 고려군 전함을 앞세워 고려의 군민이 방심하게 해 놓고 기습하거나 군사를 거느리고 안성을 구원하러 왔던 수원부사(水原府使) 박승직(朴承直)을 왜적이 이미 물러간 것처럼 속이고 유인하여 그의 군세를 궤멸시키는 등 고려군을 대상으로 기만전술을 펼쳤다.
왕안덕은 왜구의 군세를 보고 겁을 내어 나아가지 못하고 부원수(副元帥) 인해(印海)와 양천원수(陽川元帥) 홍인계(洪仁桂)를 불러 후퇴시켜 가천역(加川驛)에 진을 치게 한 다음 돌아가는 적을 요격하려고 하였으나, 이를 간파한 왜구는 왕안덕의 군세를 돌아 다른 길로 빠져나갔고, 왕안덕이 정예군을 거느리고 공격하였으나 이기지 못하고 그 자신도 다쳤으며 고려군 네 명이 죽었다. 한편 우왕은 찬성사(贊成事) 양백연(楊伯淵)과 평리(評理) 변안열 · 임견미를 보내 왕안덕을 돕게 하려 하였으나, 때마침 개경으로 돌아온 최인철이 자신이 왕안덕 등과 함께 직산현(稷山縣)에서 왜적을 쳐서 물리쳤다고 거짓으로 고하였다.
9월에 왜구는 다시금 홍주(洪州)를 쳐서 불살랐다. 왕안덕은 왜적과 노현(蘆峴)에서 싸웠으나 패배하였고, 다음날 왜적이 또한 온수현(溫水縣)에 침략해 이산(伊山)의 군영을 불태우니, 인해 등이 신교(薪橋)에서 싸웠으나 한밤중에 왜구의 야습으로 많은 전사자를 냈다. 이어 왜구가 진포(鎭浦)로 해서 한주(韓州)로 침입하였고, 왕안덕은 조정에 조전원수를 보내 줄 것을 요청하였다. 우왕이 상산군(商山君) 김득제(金得齊)와 밀직부사(密直副使) 목충(睦忠) · 왕빈(王賓)에게 명하여 돕게 하였다. 왜구는 10월에 영주(寧州)·아주(牙州)를 침략하였고, 왕안덕은 홍인계·인해·김득제·목충·왕빈 등과 함께 아주에서 왜구를 격퇴하고 세 명을 사로잡았으며 병장기와 말 170여 필을 노획하였으며, 괴주(槐州)에서 왜적을 쳐서 세 명의 목을 베었다.
우왕 4년(1378년) 12월에는 왕명으로 서해도로 파견되어 호구를 계점하였다.
우왕 9년(1383년) 6월 왜구가 단양(丹陽)·제주(堤州)·주천(酒泉)·평창(平昌)·횡천(橫川)·영주(榮州)·순흥(順興) 등지를 노략질하였을 때 양광도조전원수로 파견되었다. 7월에 괴주 장연현(長延縣)을 침략한 왜구 2백 기를 김사혁(金斯革)·도흥(都興)과 함께 공격해 세 명의 목을 베었다. 8월에 왜구는 임실현을 쳐들어 온 것에 이어 다시 1,000여 명의 군세로 옥주현(沃州縣)·보령현(報令縣) 등을 함락하고, 마침내 개태사(開泰寺)에 들어갔으며, 계룡산(雞龍山)에 웅거하였다. 왕안덕은 문달한(文達漢)·도흥과 함께 나아가 공격하였고 왜구는 말을 버리고 산으로 올라갔다. 공주목사(公州牧使) 최유경(崔有慶)과 판관(判官) 송자호(宋子浩)가 구점(仇岾)에서 싸웠으나 송자호는 패하여 죽고, 문달한과 김사혁·왕안덕·도흥·안경(安慶)·박수년(朴壽年) 등은 공주 반룡사(盤龍寺)에서 더불어 싸워 8명의 목을 베었으며, 김사혁은 목천(木川) 흑점(黑岾)까지 추격하여 20명의 목을 베었다. 우왕 11년(1385년) 다시 양광도도원수가 되었다.
우왕 12년(1386년) 2월 서해도도순문사로써 안렴사(按廉使) 배구(裴矩)·해주목사(海州牧使) 이숙림(李淑林)·연안부사(延安府使) 안준(安俊) 등과 함께, 숙녕옹주(肅寧翁主) 등을 데리고 서해도로 사냥을 하러 나온 우왕을 영접하였으며,
우왕 14년(1388년) 4월 요동정벌을 추진할 때 양광도도원수로써 심덕부, 박위와 함께 좌군에 속하였으며, 이성계의 위화도 회군에 가담하였다.
창왕 1년(1389년) 찬성사(贊成事)에 제배되었는데, 10월 옛 비인(庇仁)의 땅에 주둔하던 왜구를 도체찰사로써 광주절제사(廣州節制使) 최운해(崔雲海), 양광도도절제사(都節制使) 이승원(李承源)과 함께 치러 나서서 90리를 추격하였으나, 도둔곶(都屯串)에서 대패하였다. 이때 고려군 40여 명이 전사하였고, 왕안덕은 말에서 떨어져 겨우 죽음을 면했다.
11월에 김저와 정득후가 우왕의 밀명으로 이성계를 제거하려다 사전에 발각되어 실패하였는데, 순군옥에서 심문받던 김저는 변안열과 이림, 우현보, 우인열, 왕안덕, 우홍수와 공모하여 이성계를 죽이고 여흥왕(우왕)을 맞이하려 내응하였다고 진술하였다. 이 사건으로 창왕이 폐위되고 우왕은 강릉, 창왕은 강화로 각기 쫓겨났다. 낭사 윤소종, 이첨, 오사충 등은 김저의 진술을 들어 공양왕에게 상소를 올려 김저가 언급한 인물들을 모두 극형에 처해야 한다고 주청하였으나, 공양왕은 회군에 공이 있다는 이유로 변안열을 삭탈하고 한양으로 유배하였으며(이후에 처형되었다) 나머지 인물에 대해서는 회군에 공을 세운 사람들이 김저의 모의에 가담해 우왕을 복위시키려 했을 리가 없다는 논리를 들어 파직만 시켰다.
윤소종 등의 대간은 거듭 왕안덕 등에게 "신씨를 맞이해 왕씨의 왕통을 영원히 끊으려 한 대역죄인"이라며 그들을 극형에 처할 것을 상소하였고, 왕안덕은 풍주(豊州)에, 우홍수는 인주(仁州)에, 원상은 광주(光州)에 각각 유배보내었다가 공양왕 2년(1390년) 4월에 다시금 소환하였다. 대간들은 6월에 다시금 그들의 관직을 삭탈하고 멀리 유배보낼 것을 주청하였으나, 공양왕은 왕안덕이 위화도 회군에 가담한 공신이며 또 죄상이 아직 드러나지 않았다는 이유로 이종학·이을진·이경도만 외지에 유배 보내는데 그쳤다. 9월에 우왕을 옹립하려 한 죄를 정하고 지방에서 편의에 따라 살도록 하였다가, 얼마 후에 임시방편으로 거주할 것을 허락하였다.
공양왕 원년(1389년) 판삼사사가 되었다.

## 관직 연혁
- 공민왕 12년(1363년) 이전 - 대호군(大護軍)
- 우왕 9년(1383년) 6월 - 양광도조전원수
- 우왕 11년(1385년) - 양광도도원수
- 우왕 12년(1386년) - 서해도도순문사
- 우왕 14년(1388년) - 양광도도원수
- 창왕 1년(1389년) - 찬성사(贊成事)
  - 창왕 1년 10월 - 도체찰사
- 공양왕 원년(1389년) - 판삼사사
- 공양왕 2년(1390년) - 강원군[2]